# Kentmoseria alata
Kentmoseria alata is een microscopische parasiet uit de familie Ortholineidae. Kentmoseria alata werd in 1990 beschreven door Kent & Moser. 